# Мартин Иден (телеспектакль)
«Мартин Иден» — советский телевизионный спектакль, поставленный Сергеем Евлахишвили по одноимённому роману Джека Лондона. Впервые демонстрировался ЦТ СССР 22, 23 и 24 сентября 1976 года.

## Сюжет
Действие происходит в США в начале XX века. 
Молодой человек Мартин Иден знакомится с девушкой из буржуазной среды — Руфь Морз, в которую сразу влюбляется. До того простой моряк, он пытается добиться успеха в жизни, чтобы соответствовать своей возлюбленной. Он полностью меняет образ жизни, начинает заниматься самообразованием и решает стать популярным писателем. Трудолюбие, железная воля и целеустремлённость ведут его к цели. Подробное изложение сюжета см. в статье «Мартин Иден».
В спектакле содержится экранизация одного из рассказов Идена.

## В ролях
- Юрий Богатырёв — Мартин Иден / Джон Месснер
- Ирина Печерникова — Руфь Морз / Тереза
- Леонид Филатов — Бриссенден
- Ольга Остроумова — Лиззи Конноли
- Микаэла Дроздовская — миссис Морз
- Николай Тимофеев — мистер Морз
- Зинаида Славина — Мария Сильва
- Нина Архипова — Гертруда
- Николай Гриценко — Бернард Хиггинботам, муж Гертруды
- Владимир Вихров — Артур
- Альберт Буров — Блоунт
- Евгений Карельских — Джо
- Наталья Швец — Мейбл
- Владимир Иванов — репортёр
- Анатолий Кацынский — Грехем
- Юрий Катин-Ярцев — библиотекарь

## Создатели спектакля
- Режиссёр — Сергей Евлахишвили
- Оператор — Борис Лазарев
- Композитор — Алексей Мажуков
- Художник — Ольга Лёвина
- Производство — Главная редакция литературно-драматических программ ЦТ